# Gréasque
 Gréasque  es una comuna y población de Francia, en la región de Provenza-Alpes-Costa Azul, departamento de Bocas del Ródano, en el distrito de Marsella y cantón de Roquevaire.
Su población en el censo de 1999 era de 3.576 habitantes. Forma parte de la aglomeración urbana de Marsella-Aix-en-Provence.
No está integrada en ninguna communauté de communes u organismo similar.
- Datos: Q676005
- Multimedia: Gréasque / Q676005

1. ↑  Worldpostalcodes.org, código postal n.º 13850.
2. ↑  INSEE, Datos de población para el año 2012 de Gréasque (en francés).